# Władimir Aszczeułow
Władimir Aszczeułow (ros. Владимир Ащеулов; ur. 19 października 1987 r.) − rosyjski kulturysta.

## Życiorys
Jego miastem rodzinnym jest Fokino. Ma brata Andrieja. Ukończył Smoleńską Państwową Akademię Kultury Fizycznej i Sportu. Pracuje jako trener fitness. Od 2015 żonaty z Anną Aszczeułową.
W zawodach kulturystycznych debiutował w 2004 roku. Podczas Pucharu Rosji federacji PBS (ФБФР) uplasował się na piątym miejscu w kategorii młodzieży do 75 kg. Dokładnie ten wynik w tej samej kategorii osiągnął także dwa lata później, podczas kolejnych rozgrywek organizowanych przez PBS. W 2008 w trakcie Mistrzostw Obwodu Smoleńskiego wywalczył złoty medal wśród juniorów. Startował też w Mistrzostwach Rosji federacji PBS; zajął trzecie miejsce na podium pośród juniorów o masie wyższej niż 75 kg. Kontynuował treningi siłowe i w 2009 masa jego ciała znacznie wzrosła. Podczas Pucharu Obwodu Smoleńskiego zdobył złoto w kategorii wagowej wyższej niż 95 kg. Dwa lata później powtórzył ten wynik, a także wystąpił w trakcie Mistrzostw Europy federacji IFBB, gdzie uhonorowano go brązowym medalem w kategorii mężczyzn do 100 kg. W 2012 został zwycięzcą Mistrzostw Obwodu Briańskiego w kategorii mężczyzn do 95 kg; był też wicemistrzem ogółu zawodów. W 2014 odniósł trzy poważne zwycięstwa. W trakcie Mistrzostw Moskwy wywalczył złoto w kategorii wagowej do 100 kg. Podczas Mistrzostw Rosji oraz Mistrzostw Obwodu Briańskiego zajął pierwsze miejsce pośród zawodników o masie 95 kg.